# 穆罕默德佈道周年紀念日
穆罕默德佈道周年紀念日（Eid al-Ghadeer）是紀念先知穆罕默德在伊斯蘭曆十年都爾黑哲月十八日在拉比谷乾谷（Ghadir Khumm）作最後一次佈道的節日。什葉派教徒會慶祝穆罕默德佈道周年紀念日，並以此作為確立阿里·本·阿比·塔利卜是穆罕默德繼承者的身份。遜尼派對此並無異議，但不會在該天慶祝，遜尼派教徒認為只有開齋節及古爾邦節才值得慶祝。

Template:Pp-pc
Template:Muhammad
Ghadīr Khumm是穆斯林们聚集，聆听伊斯兰先知穆罕默德于632年3月16日（公元）发表布道的事件。据说，这次聚会发生在Khumm的“ghadir”（直译：「池塘」）旁边的“wadi”（直译：「山谷」）中，靠近当时的al-Juhfa定居点，位于麦加和麦地那之间的路上。穆罕默德在此地让随他进行告别朝觐（他唯一的朝觐仪式）的众多穆斯林队伍停下。
在这场布道中，穆罕默德于632年6月去世前不久，公开声明支持他的堂弟兼女婿阿里·伊本·阿比·塔利卜，他说：“谁的mawla我是，阿里就是他的mawla”。“Mawla”是一个多义的阿拉伯语词，根据语境可以意为“保护人”、“主人”、“领袖”或“朋友”。什叶派穆斯林认为这次布道明确指定阿里为穆罕默德之后的穆斯林领袖，并将该事件周年纪念为Eid al-Ghadir。而逊尼派则认为这只是穆罕默德对阿里的高度评价的简单肯定。

## 词源
Ghadir Khumm既指穆罕默德布道时穆斯林的聚会，也指其地理位置，即位于Khumm山谷（wadi）中的一个池塘（羅馬化：ghadir），由附近的泉水供给，坐落在麦加和麦地那两城之间。 该池塘靠近al-Juhfa定居点， 是麦地那、埃及和伊拉克三地交通要道的交汇处。
khumm一词被译为“欺骗者”，此山谷因池水咸涩不可饮用而得名。 事件发生时，该地区的原住民，即Banu Khuza'a和Banu Kinana部落，因牧场贫瘠和气候恶劣已迁离此地。 在穆罕默德于此发表讲话之前，这里很可能从未作为商队的驿站使用过。 在什叶派文献中，Ghadir Khumm的恶劣环境被视为凸显穆罕默德神圣使命紧迫性的象征，因为他希望在朝圣者分别前，向最多的人传达自己的讲话。

## 背景
在穆罕默德迁徙至麦地那十年后，也就是他去世前不久的632年公元，穆罕默德在Dhu al-Qadah的最后几天于麦加完成了朝觐仪式。 这次朝觐仪式后来被称为Farewell Pilgrimage（告别朝觐）。 在麦加（阿拉法特山）的一次布道中，以及可能在Ghadir Khumm再次，穆罕默德提醒穆斯林他即将去世。朝觐结束后，他带领一队穆斯林从麦加返回麦地那。在返回途中，穆罕默德在Ghadir Khumm向随行的穆斯林宣布了这一消息， 当时聚集的人数可能达数万。

## 布道
在Ghadir Khumm，穆罕默德在正午集体礼拜前让穆斯林商队停下，等朝圣者各自分道扬镳之前， 并要求搭建一个讲坛。 礼拜结束后， 穆罕默德向大量穆斯林发表布道，强调了古兰经和他的ahl al-bayt（直译：「家族之人」，即他的家人）的重要性。 他的这一宣言被逊尼派和什叶派权威广泛记载，出现在逊尼派经典圣训集Musnad Ibn Hanbal中的版本如下：
我在你们中留下了两件宝物，只要你们紧紧依附它们，在我之后就不会迷失。其中一件比另一件更伟大：一本是神的书，是从天到地的绳索，另一件是我的后裔，我的“ahl al-bayt”。这两者直到他们回到[天堂的]池边（kawthar）时才会分离。
这被称为thaqalayn圣训（直译：「两件宝物的言语」），穆罕默德可能在多个场合重复了这句话， 实际上在逊尼派和什叶派文献中都能找到数个类似版本。 例如，出现在另一本逊尼派经典文献al-Sunan al-kubra中的版本还包含警告：“你们在我之后要小心对待这两件宝物。” 随后，穆罕默德拉着阿里的手，问众人他是否不是比他们自己更有权威（awla，直译：「更有权威/更亲近」）， 这显然是指《古兰经》第33章第6节。 当大家表示肯定时， 他宣告道：
“谁的mawla我是，阿里就是他的mawla。”
这在什叶派神学中被称为walaya圣训（直译：「精神权威」）。 据记载，穆罕默德可能又重复了三到四次这句话，见于Musnad Ibn Hanbal。 他随后继续道：“真主啊，爱阿里的朋友，敌阿里的敌人。”根据部分版本， 包括逊尼派的Shawahid al-tanzil和什叶派的Nahj al-haqq。 逊尼派学者Ibn Kathir（Template:Died in）和Ahmad ibn Hanbal（Template:Died in）记载，穆罕默德的伙伴'Umar在布道后祝贺阿里，并对他说：“你现在已成为每一位忠诚信士男女的mawla。”

## 历史性

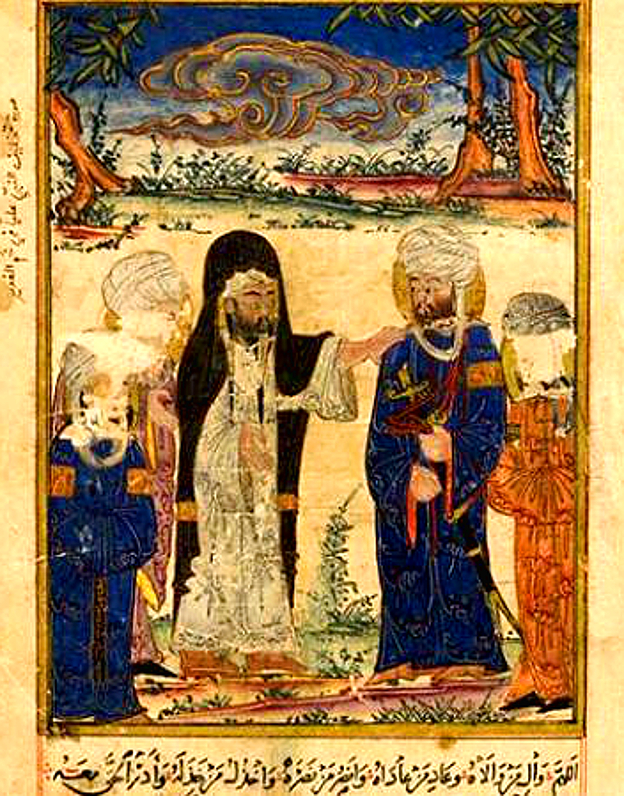
十四世纪伊尔汗国版《Chronology of Ancient Nations》中由Ibn al-Kutbi绘制的《阿里在Ghadir Khumm的任命》

Ghadir Khumm事件的历史性在穆斯林群体中鲜有争议， 因为其记载传统在古典伊斯兰文献中“是最广泛认可和证实的（羅馬化：tawatur）”之一。 尽管如此，早期文献中存在若干不同版本， 并且有大量不同的记载。 例如，逊尼派博学家al-Biruni（Template:Died in）的《Chronology of Ancient Nations》中就保存了Ghadir Khumm的叙述，该书现存于十四世纪初Ibn al-Kutbi所抄录的伊尔汗国版本中。 负责该抄本的人员具有什叶派倾向，从其中描绘阿里的插图可见一斑，其中一幅题为《阿里在Ghadir Khumm的任命》。
Ghadir Khumm的记载在逊尼派和什叶派文献中均有出现，这些记载有时甚至可以不分教派地互换引用。 例如，什叶派学者Abdul Hosein Amini（Template:Died in）依赖于逊尼派和什叶派文献，列举了一百多位圣门弟子和八十四位tabi'un曾叙述过此事件，其中大多数如今被归为逊尼派。 什叶派作者Hamid H. Musavi（Template:Died in）和Hussein A. Mahfouz（Template:Died in）也做过类似工作。 其他早期记载还包括什叶派倾向历史学家al-Ya'qubi（Template:Died in）的叙述， 以及逊尼派学者Ibn Hanbal、Ibn Kathir、 Ibn Asakir（Template:Died in）、 al-Tirmidhi（Template:Died in）、al-Nasa'i（Template:Died in）、Ibn Maja（Template:Died in）、Abu Dawud（Template:Died in）、Ibn al-Athir（Template:Died in）、Ibn Abd al-Barr（Template:Died in）、Ibn Abd Rabbih（Template:Died in）和Jahiz（Template:Died in）。
然而，一些逊尼派历史学家，如al-Tabari（Template:Died in）、Ibn Hisham（Template:Died in）和Ibn Sa'd（Template:Died in），几乎未提及Ghadir Khumm事件， 可能是因为该事件支持了什叶派的合法性主张， 或者他们不愿因支持什叶派而激怒逊尼派统治者。 因此，西方学者的著作（以这些历史学家为基础）也很少提及Ghadir Khumm。 尽管Ghadir Khumm未见于Tarikh al-Tabari，其作者却记载了穆罕默德在同一“时间节点”公开驳斥了关于阿里在也门行为的某些投诉。伊斯兰学者Maria M. Dakake因此认为al-Tabari有意用另一则赞扬阿里但不具备什叶派精神与合法性含义的传统取代了Ghadir Khumm的记载。 另外，在九世纪的巴格达，逊尼派团体Ahl al-Hadith中的一些人显然否认该事件， 这可能促使al-Tabari在其已佚失的著作al-Walaya或未完成的Kitab al-Fada'il中反驳他们的观点。 同样，作为什叶派布韦伊王朝的高级官员，什叶派神学家Sharif al-Radi（Template:Died in）在其Nahj al-balagha中也未提及Ghadir Khumm，可能是为了避免激怒逊尼派阿拔斯王朝。

### 与《古兰经》的关联
在什叶派及部分逊尼派文献中， 《古兰经》中的两节经文与Ghadir Khumm事件相关：一是宣布伊斯兰圆满的5:3节，另一是敦促穆罕默德履行神圣使命的5:67节。 后者有时被称为tabligh节（直译：「宣告」），被逊尼派注释家al-Suyuti（Template:Died in）、al-Razi（Template:Died in），以及什叶派注释家al-Qumi（Template:Died in）等人与Ghadir Khumm联系在一起。 tabligh节警告穆罕默德：
使者啊！你要传达从你的主降示于你的（信息）；如果你不这样做，你就没有传达他的使命。真主必保护你免受世人（伤害）。真主确不引导不信道的民众。
据什叶派说法，这节经文是在Ghadir Khumm之前降示，促使穆罕默德宣布关于阿里的消息，而此前他因担心部分同伴的反应而有所迟疑。 逊尼派则有不同解释，其中一种认为这节经文与穆罕默德对犹太人和基督徒的批评有关。 尽管如此，tabligh节极有可能与告别朝觐后发生的事件，包括Ghadir Khumm有关，因为《古兰经》第五章（sura五）通常与穆罕默德在麦地那的最后几年相关。 《古兰经》5:3节，也称为ikmal al-din节（直译：「宗教的完善」），在al-Tabari和逊尼派注释家al-Baghdadi（Template:Died in）的部分逊尼派记载中，以及什叶派注释家al-Tusi（Template:Died in）等人的著作中，也与Ghadir Khumm相关。 相比之下，大多数逊尼派注释家则将此节与告别朝觐联系起来， 这也是al-Ya'qubi的观点。 在各种逊尼派观点中，ikmal al-din节可能指的是告别朝觐期间朝觐仪式的确立，或是随着本节余下部分饮食律例的启示，伊斯兰立法的终结，尽管关于riba的一些规定可能是在此节之后才启示的。 ikmal al-din节内容如下：
今天，不信道的人对你们的宗教已绝望。你们不要怕他们，只要怕我！今天，我已为你们完善了你们的宗教，完成了我对你们的恩典，并为你们选择了伊斯兰为宗教。

### 其他文学记载

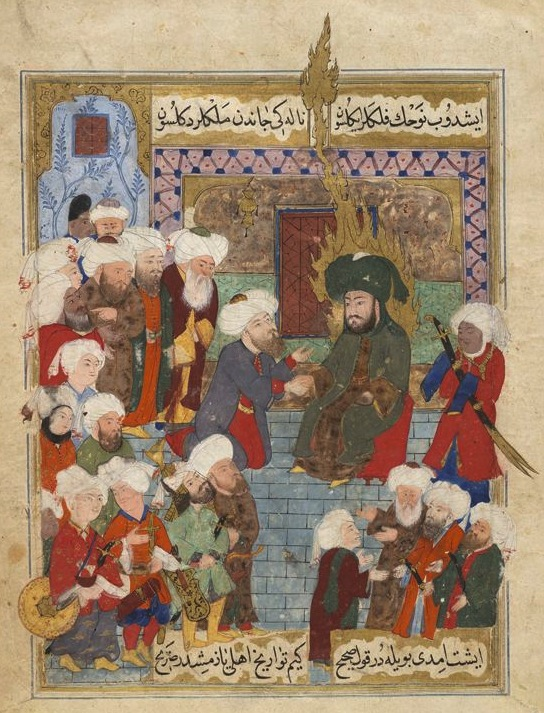
阿里在哈里发时期曾公开提及Ghadir Khumm，图为十六世纪末奥斯曼帝国苏菲派作家兼诗人Lami'i手稿中阿里接受效忠誓言的场景

Ghadir Khumm事件同样被保存在阿拉伯文学中。 最早的例子是一首有争议的诗，归于Hassan ibn Thabit（Template:Died in）， 他曾陪同穆罕默德完成朝觐。 例如，这首诗被著名什叶派神学家al-Mufid（Template:Died in）引用。 据伊斯兰学者Husain M. Jafri（Template:Died in）称，这首诗也见于其他什叶派和逊尼派文献。 诗中有句写道：“起来吧，阿里，因为我（穆罕默德）离世后，只有你是伊玛目和引导者。” 关于其真伪，另一位专家Mohammad A. Amir-Moezzi认为这种归属没有问题， 而Jafri则认为，作为“穆罕默德的官方诗人-记录者”，Ibn Thabit不可能对这些事件毫无记录。 相反，伊斯兰学者Josef Horovitz（Template:Died in）和Ignác Goldziher（Template:Died in）否认这首诗的真实性。 什叶派诗人al-Kumayt ibn Zayd（Template:Died in）也是早期以同一主题作诗的代表人物。

### 历史记载
在哈里发任期内，阿里曾要求穆斯林出面作证Ghadir Khumm事件的经过。 通过此举，他可能公开宣示了自己在精神和政治上的权威高于他人，尤其高于其前任。 穆罕默德在Ghadir Khumm的宣言“真主啊，请做阿里朋友的朋友，做他敌人的敌人”，很可能正是当时效忠誓言的标准用语。 实际上，阿里及其子哈桑在各自的哈里发时期，也都要求支持者作出类似的效忠誓言。 walaya圣训也被穆罕默德的同伴Ammar ibn Yasir引用，用以支持阿里哈里发合法性的主张——这是什叶派历史学家Ibn A'tham al-Kufi（九世纪）在描述斯芬之战（657年）前谈判时的记载。这可能是历史文献中最早的类似引用。

## 解释

### Mawla
虽然Ghadir Khumm事件的真实性鲜有争议，但其解释在逊尼派和什叶派之间存在分歧。 Mawla是一个多义的阿拉伯词汇，其含义在不同历史时期和语境中有所不同。 该词根w-l-y（و-ل-ي）表达双方间的亲近和关联， 因此该词本身可有相反的含义，如“主人”、“领袖”、“保护者”、“挚爱”、“支持者”、“获释奴隶”、“朋友”、“客户”及“邻居”等。 在伊斯兰时代之前，该词可能用于指代任何形式的部落联盟， 而在《古兰经》和圣训文献中，mawla及其同根词wali可表示“主”、“主人”、“受托人”、“监护人”、“帮手”、“保护的朋友”、“获释奴隶”及（精神或物质上的）“继承人”。
在Ghadir Khumm事件的语境中，mawla一词的解释往往沿教派界线分歧。什叶派文献将其解释为“领袖”、“主人”和“保护者”， 而逊尼派对这次布道的记载通常解释较少， 或将该圣训视为表达爱或支持的言辞， 也有用其同根词wali（指真主，直译：「真主的朋友」）替代mawla的情况。 因此，什叶派视Ghadir Khumm为穆罕默德授予阿里宗教和政治权威（walaya）的仪式， 而逊尼派则认为该事件表明两人之间的关系， 或者阿里应执行穆罕默德的遗愿。 无论如何，多义词mawla的正确解释取决于其语境。 穆罕默德在布道中可能将mawla与其早先使用的awla（“比信徒自己更有权威”，awla bi-kum min anfusi-kum）同义使用，这支持了什叶派对mawla一词权威含义（awla bi al-tasarruf）的解释。 另一方面，逊尼派神学家al-Baqillani（Template:Died in）拒绝将穆罕默德对awla和mawla的即时使用联系起来。

## 什叶派观点

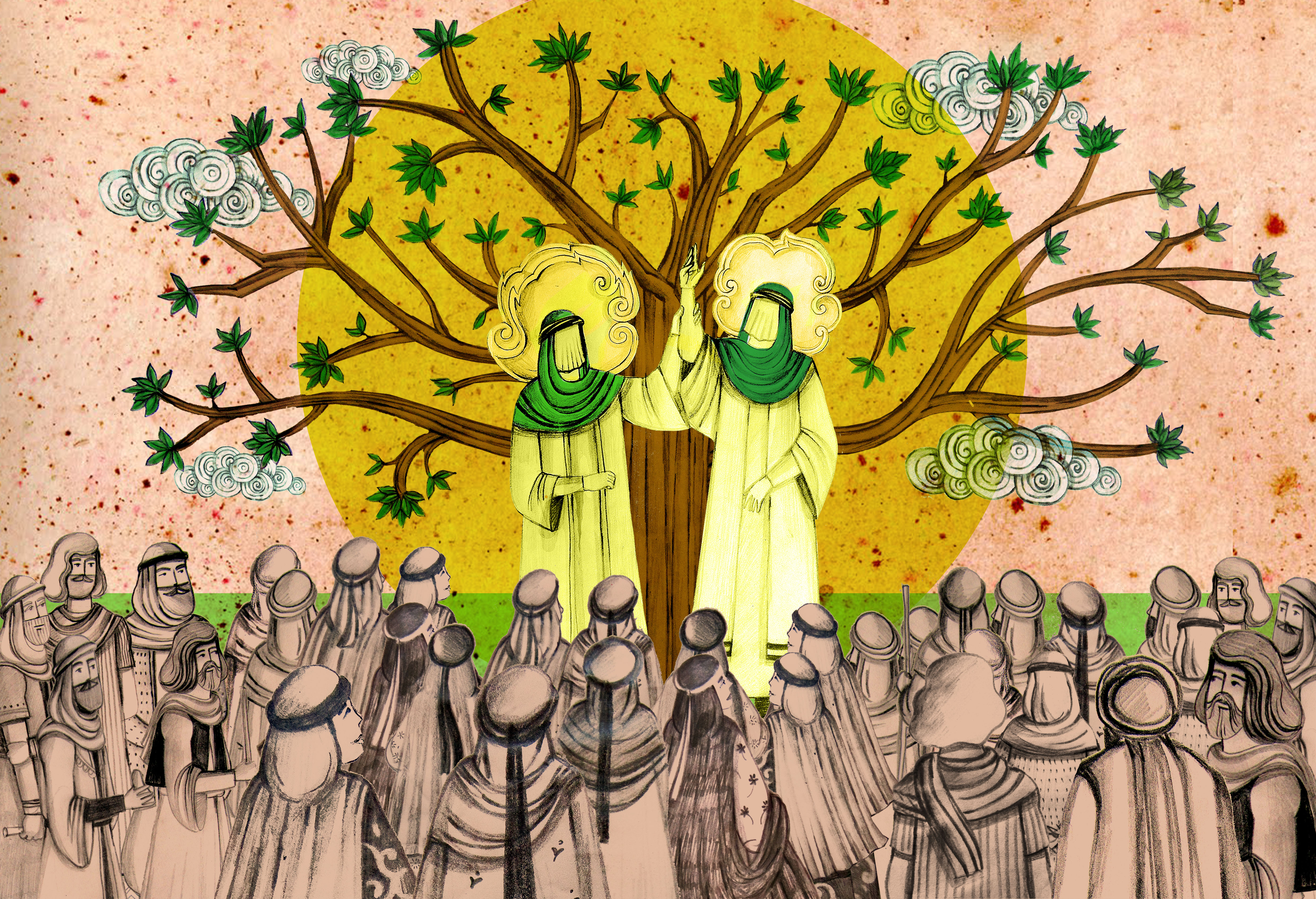
现代什叶派艺术作品描绘Ghadir Khumm，图片来自伊朗最高领袖阿里·哈梅内伊网站

对什叶派穆斯林而言，Ghadir Khumm象征着阿里被授予穆斯林社群监护权（walaya），成为穆罕默德之后的继任者。 对他们来说，这也是穆罕默德关于阿里继承权最公开的宣布。 什叶派记载描述，奥马尔等圣门弟子在布道后前往阿里处，向他祝贺并宣誓效忠，甚至称他为amir al-mu'minin（直译：「信士的领袖」）。
对什叶派而言，Ghadir Khumm在烈日下向成千上万穆斯林公开宣布，显然不支持逊尼派关于爱（羅馬化：muhabba）与支持（羅馬化：nusra）的解释。 这两者本就是每个穆斯林对其他穆斯林的义务，而不仅限于阿里。 虽然逊尼派的Ibn Kathir认为Ghadir Khumm是对阿里在也门远征期间相关投诉的回应， 什叶派法学家Ibn Shahrashub（Template:Died in）则主张穆罕默德早已驳回这些异议。 至于mawla一词的多重含义，什叶派神学的标准做法是逐一排除所有其他解释，直至只剩下“权威”这一含义。

## 逊尼派观点
在逊尼派穆斯林中，Ghadir Khumm事件并不与穆罕默德的继任问题相关联。 相反，这一事件通常与阿里在也门的军事行动有关，他在告别朝觐前刚刚从那里归来。据说阿里严格执行伊斯兰关于战利品分配的规定，这激怒了一些士兵。例如，Ibn Kathir在记载中支持阿里，但也认为Ghadir Khumm的布道只是穆罕默德基于早前事件，公开表达对阿里的爱与敬重。
对逊尼派而言，大多数圣门弟子在Ghadir Khumm面对穆罕默德明确任命阿里却无动于衷、行为失当，是不可想象的。 确实，有人认为穆斯林社群的表现并不像是听说过这样的任命， 因此认为这一指定不太可能发生。 相比之下，什叶派则认为社群故意无视了对阿里的指定， 并指出第二任哈里发欧麦尔是由其前任阿布·伯克尔指定的， 还有其他历史证据， 并且多数并不代表正当性，这一点在《古兰经》中也有体现。 也有人主张，穆罕默德如果有如此重要的宣布，理应在朝觐期间提前说明，而另一些人则认为这种说法等同于质疑穆罕默德的判断力。

## 古尔班节（Eid al-Ghadir）
虽然18日Dhu al-Hijjah在逊尼派历法中并不是一个重要的日子，但什叶派穆斯林将这一天作为Eid al-Ghadir来庆祝，认为这是通过任命阿里为穆罕默德继任者而使伊斯兰教作为一种宗教得到完善的日子。
根据Ibn Babawayh记载的一则归于穆罕默德的圣训，穆罕默德认为古尔班节（Ghadir Khum）是他Ummah中最优越、最高贵的节日。什叶派伊玛目记载了古尔班节的特定仪式。古尔班节当天的斋戒被认为是推荐且极为强调的行为之一。
什叶派通过前往伊拉克的Karbala朝圣来纪念这一节日。